# Hypoplectrus puella
Espèce
Hypoplectrus puella est une espèce de poissons de la famille des Serranidae.

## Distribution
Son origine géographique intègre le Centre-Est de l'Atlantique avec les Bermudes, les Caraïbes et le Golfe du Mexique